# Jens Rommel
Jens Rommel (* 13. September 1972 in Ellwangen) ist ein deutscher Jurist. Er ist seit März 2024 Generalbundesanwalt beim Bundesgerichtshof. Zuvor war er von Februar 2020 bis März 2024 Richter am Bundesgerichtshof.

## Leben
Rommel wuchs in Ravensburg auf. Er absolvierte ein Studium der Rechtswissenschaft an den Universitäten Augsburg, Lund, Würzburg und Lyon. Nach dem ersten Staatsexamen absolvierte er sein Referendariat in Augsburg.
Er trat 2003 in den Justizdienst des Landes Baden-Württemberg ein. Nach Stationen als Amtsrichter in Biberach und Riedlingen wurde er Staatsanwalt in Ravensburg. In den folgenden Jahren war er als wissenschaftlicher Mitarbeiter beim Generalbundesanwalt sowie beim Justizministerium Baden-Württemberg tätig und in dieser Funktion unter anderem von Mai 2010 bis Januar 2013 Ressortbeobachter bei der Europäischen Union. Danach war er Oberstaatsanwalt in Ravensburg und dort zunächst Abteilungsleiter und schließlich Stellvertreter des Leitenden Oberstaatsanwalts. Von Oktober 2015 bis Anfang 2020 leitete er die Zentrale Stelle der Landesjustizverwaltungen zur Aufklärung nationalsozialistischer Verbrechen in Ludwigsburg.
Im Februar 2020 wurde Rommel zum Bundesrichter am Bundesgerichtshof in Karlsruhe ernannt, wo er dem 4. Strafsenat angehörte. Rommel wurde Anfang Januar 2024 durch den Bundesminister der Justiz, Marco Buschmann als Generalbundesanwalt beim Bundesgerichtshof vorgeschlagen. Die Bundesregierung stimmte diesem Vorschlag am 10. Januar 2024 zu; der Bundesrat erteilte seine Zustimmung am 2. Februar 2024. Die Ernennung als Nachfolger von Peter Frank erfolgte am 4. März 2024.
Jens Rommel ist nach eigener Aussage nicht mit dem Generalfeldmarschall Erwin Rommel verwandt oder verschwägert. Rommel ist Mitglied der FDP.

## Schriften
- Der Beitrag der Zentralen Stelle der Landesjustizverwaltungen zur Aufklärung nationalsozialistischer Verbrechen. In: Frank Lüttig, Jens Lehmann (Hrsg.): Die letzten NS-Verfahren: Genugtuung für Opfer und Angehörige – Schwierigkeiten und Versäumnisse der Strafverfolgung (= Schriften der Generalstaatsanwaltschaft Celle. Nr. 1). Nomos Verlag, Baden-Baden 2017, ISBN 978-3-8452-8808-6, S. 81–109, doi:10.5771/9783845288086 (nomos-elibrary.de [abgerufen am 4. März 2024]).